# 茂野六花
茂野 六花（しげの ろっか、1926年（大正15年）7月1日 - 1985年（昭和60年）11月24日）は、日本の俳人、医師、法医学者。医学博士。第9代新潟大学学長、新潟大学医学部第12代学部長。本名は茂野 錄良（しげの ろくろう）。

## 略歴
新潟県新潟市出身。1943年（昭和18年）11月に新潟中学校を繰り上げ卒業、1945年（昭和20年）10月に海軍兵学校を卒業、1950年（昭和25年）3月に新潟医科大学を卒業。
1951年（昭和26年）7月に新潟大学新潟医科大学法医学教室助手に就任、同年9月から同教室教授で俳人の高野素十から俳句の指導を受け、「六花」の俳号を授かった。
1953年（昭和28年）4月に新潟大学医学部法医学教室助手に就任、1954年（昭和29年）8月に新潟大学医学部法医学教室（担任：山内峻呉教授）講師に就任。
1956年（昭和31年）5月に新潟大学医学部法医学教室助教授に就任、同年7月に新潟大学から医学博士の学位を取得、1961年（昭和36年）2月から新潟大学名誉教授で俳人の中田みづほの句会に参加した。
1968年（昭和43年）5月に新潟大学医学部法医学教室第4代教授に就任、1981年（昭和56年）10月に新潟大学医学部第12代学部長に就任、1982年（昭和57年）5月に日本法医学会総会で講演した。
1985年（昭和60年）10月9日に第9代新潟大学学長に就任、11月18日午前に新潟大学五十嵐キャンパスの大学本部の学長室で倒れ、11月24日午後3時36分に新潟大学医学部附属病院で急性心筋梗塞による心不全のため死去、59歳没。

## 研究
血液型学の研究、ガスクロマトグラフによるアルコール濃度測定などの裁判化学の研究、ミイラや死蝋化死体などの陳旧死体の研究に従事したほか、水中死体の個別識別に関する業績を残した。

## 栄典・表彰
- 1980年（昭和55年）07月00 0 - 警察庁長官警察協力章[8]
- 1981年（昭和56年）01月00 0 - 法務大臣感謝状[8]
- 1985年（昭和60年）11月24日 - 従三位[9]・勲三等旭日中綬章[10]

## 著書
- 『茂野六花全句集』茂野六花全句集刊行委員会[編]、新潟日報事業社、1986年。

## 論文
- CiNii収録論文 - CiNii